# Laguna Grande, Campeche
Laguna Grande är en ort i Mexiko.   Den ligger i kommunen Escárcega och delstaten Campeche, i den östra delen av landet, 900 km öster om huvudstaden Mexico City. Laguna Grande ligger 155 meter över havet och antalet invånare är 783.
Terrängen runt Laguna Grande är huvudsakligen platt. Laguna Grande ligger uppe på en höjd. Runt Laguna Grande är det glesbefolkat, med 11 invånare per kvadratkilometer. Laguna Grande är det största samhället i trakten. I omgivningarna runt Laguna Grande växer i huvudsak städsegrön lövskog.